# 페타르 크레시미르 4세

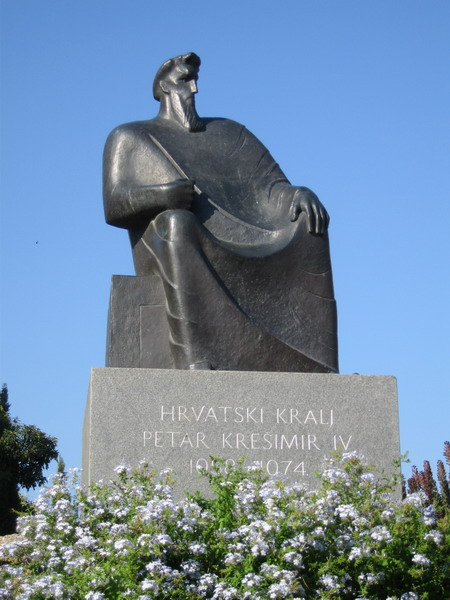
시베니크에 위치한 페타르 크레시미르 4세 동상

페타르 크레시미르 4세(크로아티아어: Petar Krešimir IV, 라틴어: Petrus Cresimir 페트루스 크레시미르[*], 생년 미상 ~ 1074년)는 크로아티아의 국왕(재위: 1058년 ~ 1074년)이다. 트르피미로비치 왕조(Trpimirović) 출신이며 페테르 크레시미르 4세 대왕(크로아티아어: Petar Krešimir IV. Veliki 페타르 크레시미르 4세 벨리키)이라는 별칭으로 부르기도 한다.

## 생애
스체판 1세 국왕의 아들로 태어났으며 베네치아 출신이다. 그의 어머니는 베네치아 공화국의 도제를 역임한 피에트로 오르세올로 2세의 딸인 이첼라(Hicela)이다. 1054년에 일어난 동서 교회의 분열로 인해 교황은 발칸반도를 로마 가톨릭교회의 거점으로 여겼다. 1058년 스체판 1세의 뒤를 이어 크로아티아의 국왕으로 즉위했으며 1059년 교황 니콜라오 2세의 승인을 통해 비오그라드나모루에서 대관식을 치렀다.
페타르 크레시미르 4세가 로마 가톨릭교회와의 유대 관계를 강화하기 이전까지 크로아티아는 오랫동안 지방의 귀족들, 영주들, 평민들은 비잔티움 전례에 따른 관습을 따르고 있었다. 페타르 크레시미르 4세는 교황의 요청에 따라 고대 교회 슬라브어(글라골 문자) 대신 라틴어에 따른 교회 예배 의식과 설교를 지시했지만 한동안 높은 지지를 받지 못했다. 1063년에는 교회 성직자들이 로마 가톨릭교회의 금욕적인 생활, 라틴 전례 보급에 반대하면서 일으킨 부크(Vuk) 반란이 일어났지만 나중에 진압되었고 1064년 페타르 크레시미르 4세가 주도한 종교 회의에 의해 이단으로 분류되면서 파문되고 만다.
페타르 크레시미르 4세는 달마티아 연안에 위치한 여러 도시들을 크로아티아에 편입시키기 위해 주력하는 한편 달마티아 연안에 새로운 도시들을 건설했다. 이를 계기로 닌, 시베니크, 스크라딘과 같은 도시들이 발전했다. 또한 크로아티아에 로마 가톨릭교회 문화를 확산시켰다. 1066년에는 크로아티아 최초의 수녀가 된 그의 사촌인 치카(Čika) 수도원장이 자다르에 성모 마리아 교회를 설립했다. 페타르 크레시미르 4세는 치카에게 성모 마리아 교회 헌장을 수여했다.
페타르 크레시미르 4세는 크로아티아의 영토를 아드리아해 연안에서 동부 내륙 지방으로 확장시켰다. 스베토슬라비치(Svetoslavić) 가문 출신의 드미타르 즈보니미르(Dmitar Zvonimir)를 슬라보니아의 반(Ban, 영주)으로 임명했을 정도로 크로아티아의 영토를 효율적으로 관리해 내갔다.
1071년 비잔티움 제국이 만지케르트 전투에서 셀주크 왕조에게 패배하면서 혼란에 빠지게 된다. 이에 마케도니아 지방에 거주하고 있던 세르비아인들을 비롯한 여러 슬라브족 주민들이 비잔티움 제국의 지배에 저항하는 반란을 일으켰다. 1072년 페타르 크레시미르 4세는 마케도니아에 거주하고 있던 보야르가 일으킨 반란을 지원했다.
1075년에는 이탈리아 남부와 달마티아를 장악하고 있던 노르만족이 크로아티아 공격에 나섰다. 이 과정에서 노르만족 군대가 4월 14일부터 5월 초반까지 라브섬을 1개월 가까이 포위했지만 실패했고 5월 9일에 츠레스섬을 지배하게 된다. 노르만족 군대의 포로로 잡혀 있던 페타르 크레시미르 4세는 석방의 조건으로 많은 몸값을 지불하는 대신 자다르, 트로기르 등 아드리아해 연안에 위치한 도시들을 포기하게 되었지만 석방되지는 않았고 얼마 지나지 않아서 사망하고 만다.
페타르 크레시미르 4세의 시신은 솔린(Solin)에 위치한 성 스체판 교회에 안치되었다. 페타르 크레시미르 4세가 생전에 아들 없이 딸 1명(네다(Neda))만 두었기 때문에 크로아티아의 왕위는 스베토슬라비치(Svetoslavić) 가문 출신의 드미타르 즈보니미르(Dmitar Zvonimir)가 승계받았다.